# Decatur (Alabama)
|  | Dieser Artikel wurde aufgrund von inhaltlichen Mängeln auf der Qualitätssicherungsseite des Projektes USA eingetragen. Hilf mit, die Qualität dieses Artikels auf ein akzeptables Niveau zu bringen, und beteilige dich an der Diskussion! Eine nähere Beschreibung der zu behebenden Mängel fehlt. |

Decatur ist eine Stadt in den Morgan und Limestone Counties im US-Bundesstaat Alabama, USA, mit 57.938 Einwohnern (Stand: Volkszählung 2020) und Sitz der County-Verwaltung. Die Stadtfläche beträgt 155,1 km². Die nächste Interstate-Anbindung ist der Interstate 65. Decatur liegt am Tennessee River.

## Geschichte
Ursprung der Stadt war die westliche Landestelle einer ab den 1810er-Jahren betriebenen Fähre über den Tennessee River, die nach deren Eigner als Rhodes Ferry Landing bezeichnet wurde. Im Juni 1820 erhielt die Siedlung ihren heutigen Namen zu Ehren des Marineoffiziers Stephen Decatur, dies gilt zugleich als Gründungsdatum der Stadt. Im Dezember 1826 wurde sie in den Rang einer Town erhoben.
1836 wurde Decatur östlicher Endpunkt der Tuscumbia, Courtland and Decatur Railroad, der ersten Eisenbahnstrecke westlich der Appalachen. Als Knotenpunkt zwischen Bahn- und Schiffsverkehr entwickelte sich die Stadt zunächst gut weiter. Im Zuge des Amerikanischen Bürgerkrieges (1861–1865) wurde Decatur von Truppen der Nordstaaten eingenommen und fast völlig zerstört: lediglich drei Gebäude blieben erhalten, die übrigen wurden zerlegt und zur Errichtung von Soldatenunterkünften und sonstigen militärischen Zweckbauten verwendet. Ende Oktober 1864 kam es zur Schlacht von Decatur, bei der es Truppen der Nordstaaten unter Führung von Robert S. Granger gelang, eine Flussüberquerung von Einheiten der Armee der Südstaaten unter John Bell Hood zu verhindern. Der Wiederaufbau nach dem Krieg ging zunächst zügig voran, wurde aber durch zwei Gelbfieberepidemien 1877 und 1888 zeitweise unterbrochen.
Ab 1887 entstand unmittelbar südöstlich von Decatur eine neue, eigenständige Siedlung, die den Namen New Decatur bekam. Aufgrund langjähriger Animositäten zwischen den beiden Städten wurde sie 1912 in Albany umbenannt. Im Zuge der gemeinsamen Finanzierung des Baues der über den Tennessee River führenden Keller Memorial Bridge kam es zu Verhandlungen über einen Zusammenschluss der beiden Gemeinden, der, nach einigen Schwierigkeiten, 1927 vollzogen wurde.
1891 wurde der Sitz des Morgan County von Somerville nach Decatur verlegt. Anfang des 19. Jahrhunderts galt Decatur mit rund 8000 Einwohnern als eine der bedeutendsten Städte Alabamas. 1919 entstand aus einem umgebauten Pferdestall das Princess Theatre. Die erste Ampel wurde 1929 in der Stadt installiert.
2008 erregte ein Altersheim  (Lage) einiges Aufsehen, da der Grundriss einem Hakenkreuz gleicht.

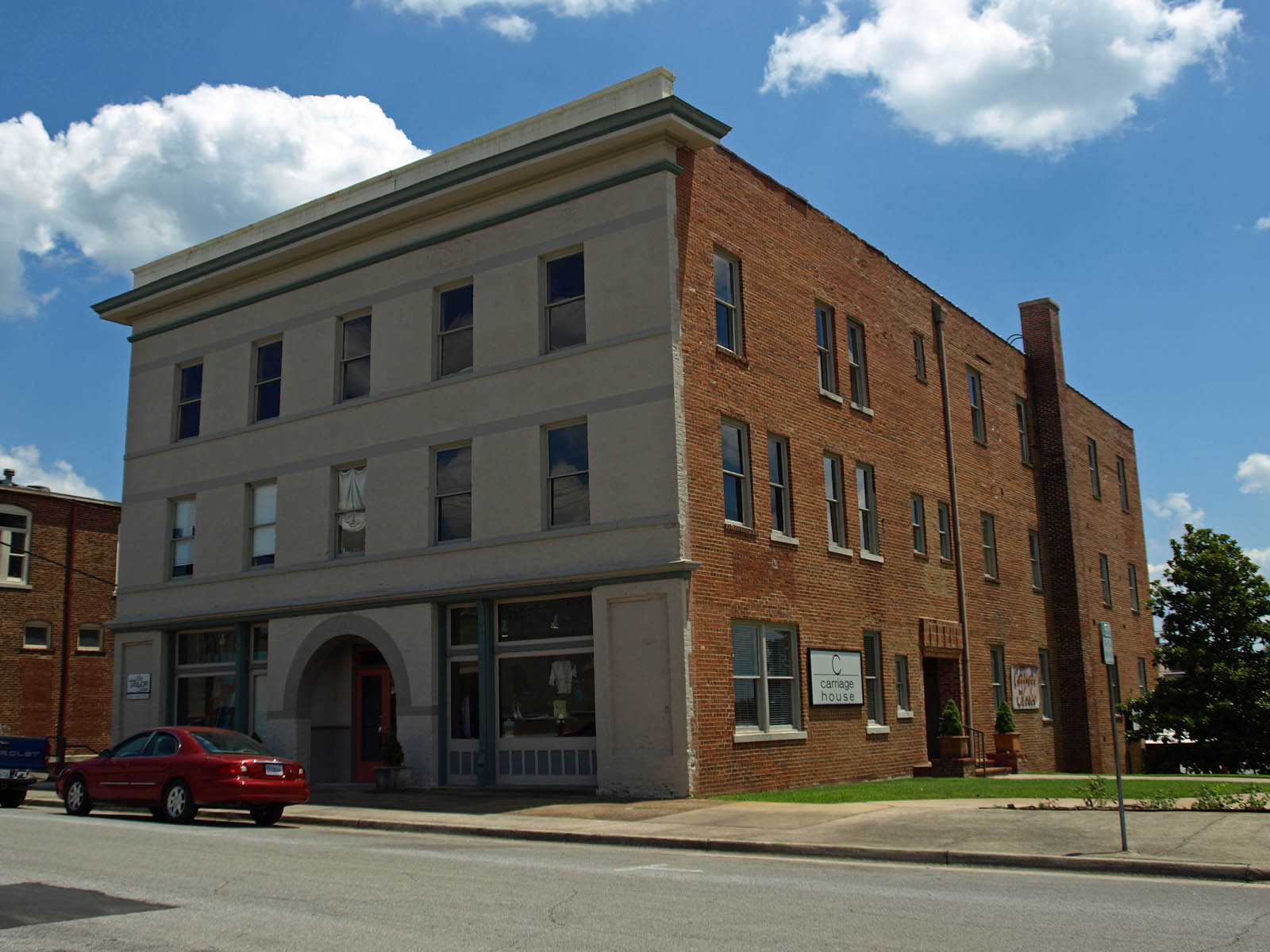
Cotaco Opera House (2010)

Elf Bauwerke und Stätten in Decatur sind im National Register of Historic Places (NRHP) eingetragen (Stand 12. März 2020), darunter das Cotaco Opera House.

## Söhne und Töchter der Stadt
- Jo Abbott (1840–1908), Politiker
- Lucas Black (* 1982), Schauspieler
- Charlie Burse (1901–1965), Blues-Musiker
- Grace Curzon, Marchioness Curzon of Kedleston (1879–1958), britische Adlige
- William „Pop“ Gates (1917–1999), Basketballspieler und -trainer
- Mae Carol Jemison (* 1956), Astronautin
- Dean Jones (1931–2015), Schauspieler
- Philip Rivers (* 1981), American-Football-Spieler
- Rip Sewell (1907–1989), Baseballspieler
- Gordon Terry (1931–2006), Country-Musiker